# Legénd, Nógrád
Legénd (în slovacă Legind) este un sat în districtul Rétság, județul Nógrád, Ungaria, având o populație de 471 de locuitori (2011).

## Demografie
Componența etnică a satului Legénd
     Maghiari (66,01%)
     Slovaci (18,51%)
     Romi (13,17%)
     Necunoscut (1,78%)
     Germani (0,53%)
     Alții (1,78%)
Componența confesională a satului Legénd
     Luterani (27,39%)
     Fără religie (6,16%)
     Reformați (1,7%)
     Necunoscută (64,76%)
Conform recensământului din 2011, satul Legénd avea 471 de locuitori. Din punct de vedere etnic, majoritatea locuitorilor (66,01%) erau maghiari, existând și minorități de slovaci (18,51%) și romi (13,17%). Apartenența etnică nu este cunoscută în cazul a 1,78% din locuitori. Nu există o religie majoritară, locuitorii fiind luterani (27,39%), persoane fără religie (6,16%) și reformați (1,7%). Pentru 64,76% din locuitori nu este cunoscută apartenența confesională.